# Trophée Kopa 2021
Navigation
Édition précédente Édition suivante
Le Trophée Kopa 2021 est la 3e édition du Trophée Kopa. Organisé par le magazine France Football, il récompense le meilleur joueur de moins de 21 ans de l'année 2021. Au cours de la même cérémonie, il est également décerné le Ballon d'or pour le meilleur footballeur, le Ballon d'or féminin pour la meilleure footballeuse, le Trophée Yachine pour le meilleur gardien de but ainsi que les prix du buteur de l'année et du club de l'année. 

## Trophée Kopa
Les 10 nommés sont connus le 8 octobre 2021.
Le 29 novembre, le classement est connu. Pedri reçoit le trophée Kopa,. Ce trophée vient récompenser une saison 2020-2021 durant laquelle Pedri a joué 73 matches dont la finale du tournoi olympique de Tokyo (perdue face au Brésil) et une demi-finale de championnat d'Europe, tournoi pour lequel il est désigné meilleur jeune joueur.
Le jury est constitué des vainqueurs encore en vie des Ballons d'or précédents. Pour le trophée Kopa 2021, 32 vainqueurs encore vivants pouvaient voter et 25 l'ont fait (en gras) :
- les quatre allemands Franz Beckenbauer, Karl-Heinz Rummenigge, Lothar Matthäus et Matthias Sammer,
- les quatre brésiliens Ronaldo, Ronaldinho, Kaká et Rivaldo,
- les trois italiens Roberto Baggio, Gianni Rivera et  Fabio Cannavaro,
- les trois anglais Bobby Charlton, Kevin Keegan et Michael Owen,
- les trois français Michel Platini, Jean-Pierre Papin et Zinédine Zidane,
- les trois ukrainiens Oleg Blokhine, Andriy Shevchenko et Igor Belanov
- les deux néerlandais Marco van Basten et Ruud Gullit,
- les deux portugais Cristiano Ronaldo et Luís Figo,
- l'argentin  Lionel Messi, le bulgare Hristo Stoichkov, le danois  Allan Simonsen, l'écossais Denis Law, l'espagnol Luis Suárez, le libérien George Weah, le tchèque Pavel Nedvěd et le croate Luka Modrić.

Les anciens Ballons d'or devaient fournir une liste de trois footballeurs (sur dix joueurs préalablement établie par la rédaction de France Football), répondant aux efforts méritocratiques suivants : 
- 1) Performances individuelles et collectives (palmarès) ;
- 2) Classe du joueur (talent et fair-play) ;
- 3) Faculté à s'inscrire dans la durée.

### Classement
| Rang | Joueur           | Club                            | Sélection nationale | Points | %       |
| ---- | ---------------- | ------------------------------- | ------------------- | ------ | ------- |
| 1    | Pedri            | FC Barcelone                    | Espagne             | 89     | 39,56 % |
| 2    | Jude Bellingham  | Borussia Dortmund               | Angleterre          | 39     | 17,33 % |
| 3    | Jamal Musiala    | Bayern Munich                   | Allemagne           | 38     | 16,89 % |
| 4    | Nuno Mendes      | Sporting CP Paris Saint-Germain | Portugal            | 23     | 10,22 % |
| 5    | Mason Greenwood  | Manchester United               | Angleterre          | 15     | 6,67 %  |
| 6    | Bukayo Saka      | Arsenal FC                      | Angleterre          | 8      | 3,56 %  |
| 7    | Florian Wirtz    | Bayer Leverkusen                | Allemagne           | 8      | 3,56 %  |
| 8    | Ryan Gravenberch | Ajax Amsterdam                  | Pays-Bas            | 3      | 1,33 %  |
| 9    | Giovanni Reyna   | Borussia Dortmund               | États-Unis          | 1      | 0,44 %  |
| 9    | Jérémy Doku      | Stade rennais                   | Belgique            | 1      | 0,44 %  |

### Détail des votes
| Ancien vainqueur      | Pays       | Premier         | Deuxième   | Troisième   |
| --------------------- | ---------- | --------------- | ---------- | ----------- |
| Franz Beckenbauer     | Allemagne  | Musiala         | Wirtz      | Bellingham  |
| Karl-Heinz Rummenigge | Allemagne  | Musiala         | Wirtz      | Pedri       |
| Lothar Matthäus       | Allemagne  | Musiala         | Bellingham | Wirtz       |
| Matthias Sammer       | Allemagne  | Bellingham      | Musiala    | Wirtz       |
| Rivaldo               | Brésil     | Pedri           | Bellingham | Saka        |
| Ronaldinho            | Brésil     | Pedri           | Mendes     | Saka        |
| Kaká                  | Brésil     | Pedri           | Bellingham | Greenwood   |
| Gianni Rivera         | Italie     | Pedri           | Bellingham | Musiala     |
| Roberto Baggio        | Italie     | Pedri           | Bellingham | Doku        |
| Fabio Cannavaro       | Italie     | Musiala         | Pedri      | Greenwood   |
| Michael Owen          | Angleterre | Pedri           | Bellingham | Musiala     |
| Jean-Pierre Papin     | France     | Bellingham      | Musiala    | Pedri       |
| Zinédine Zidane       | France     | Pedri           | Greenwood  | Mendes      |
| Ruud Gullit           | Pays-Bas   | Bukayo Saka     | Pedri      | Gravenberch |
| Marco van Basten      | Pays-Bas   | Pedri           | Bellingham | Gravenberch |
| Andriy Shevchenko     | Ukraine    | Pedri           | Bellingham | Musiala     |
| Igor Belanov          | Ukraine    | Musiala         | Pedri      | Mendes      |
| Cristiano Ronaldo     | Portugal   | Greenwood       | Mendes     | Reyna       |
| Luís Figo             | Portugal   | Pedri           | Mendes     | Musiala     |
| Lionel Messi          | Argentine  | Pedri           | Mendes     | Bellingham  |
| Hristo Stoichkov      | Bulgarie   | Pedri           | Mendes     | Saka        |
| Denis Law             | Écosse     | Pedri           | Mendes     | Bellingham  |
| Luis Suárez           | Espagne    | Pedri           | Mendes     | Gravenberch |
| Pavel Nedvěd          | Tchéquie   | Pedri           | Musiala    | Bellingham  |
| Luka Modrić           | Croatie    | Mason Greenwood | Pedri      | Bellingham  |

## Cérémonie
La cérémonie se déroule au Théâtre du Châtelet à Paris le 29 novembre 2021. 